# 中野北郵便局
中野北郵便局（なかのきたゆうびんきょく）は、東京都中野区にある郵便局。民営化前の分類では集配普通郵便局であった。局番号は00496。

## 概要
住所：〒165-8799 東京都中野区丸山1-28-10

## 沿革
- 1937年（昭和12年）12月1日 - 野方郵便局として開局。
- 1950年（昭和25年）8月20日 - 野方郵便局を廃止。同日、中野郵便局野方分室を設置[1]。
- 1964年（昭和39年）5月11日 - 中野郵便局野方分室の廃止に伴い、中野北郵便局として、中野区江古田四丁目に開局[2]。
- 1998年（平成10年）9月1日 - 外国通貨の両替および旅行小切手の売買に関する業務取扱を開始。
- 2007年（平成19年）10月1日 - 民営化に伴い、集配業務・ゆうゆう窓口の運営を郵便事業中野北支店に移管。
- 2012年（平成24年）10月1日 - 日本郵便株式会社発足に伴い、郵便事業中野北支店を中野北郵便局に統合。
- 2016年（平成28年）9月5日 - ゆうゆう窓口の24時間営業を廃止。

## 取扱内容
- 郵便、印紙、ゆうパック、内容証明
- 貯金、為替、振替、振込、国際送金、外貨両替、国債、投資信託
- 生命保険、バイク自賠責保険、自動車保険、がん保険、引受条件緩和型医療保険
- ゆうちょ銀行ATM
- 中野区内の一部地域（〒165-xxxx）の集配業務
- ゆうゆう窓口

## 風景印
- 図柄は哲学堂公園と江古田の獅子舞。局名表記は「中野北」
- 使用開始日は1976年10月1日

## 周辺
- 東京消防庁第四消防方面本部 野方消防署
- 中野区立緑野中学校
- 中野区立緑野小学校
- 練馬区立豊玉中学校
- 練馬区立豊玉南小学校

## アクセス
- 西武新宿線 野方駅から徒歩約11分
- 都営バス、関東バス、国際興業バス 中野北郵便局前停留所下車すぐ
- 首都高中央環状線 西池袋出入口から西へ約4km、関越自動車道 練馬ICから南東へ約6km
- 環七通り沿い
- 駐車場あり：5台